# 賀茂保憲女
賀茂保憲女（かも の やすのり の むすめ）は、平安時代の陰陽師・賀茂保憲の次女であり、歌人として10世紀後半を生きた。個人名は伝わっていない。慶滋保胤(よししげのやすたね)の姪である。保憲女は、同時代を生きた紫式部にも影響を与えたとされている。

若年期から疱瘡を患い、体調・外見共々大変な苦しみを味わうこととなってしまった。多作の歌人として知られ、その歌は「拾遺和歌集」、「新古今和歌集」及び「風雅和歌集」に見えるほか、病中の大作「賀茂保則女集」に所収されている。同歌集は、長い序文で知られており、そこに盛られた社会批判や人間論は出色のものとされている。

この歌集を遺すにあたり、保憲女が様々な葛藤を抱えていたことが同序文から分かるが、「光を哀れびむと思へど、泥の中に生ふるを、遙にその蓮卑しからず。谷の底に匂ふからにその蓮卑しからず。」とし、自己嫌悪にさいなまれながらも後世に自分の歌が詠み継がれることを期待した。
死後、同女の歌は研究から長く消えていたが、1999年、学者エディス・サラ（インディアナ大学ブルーミントン校准教授時に、源氏物語に関する本出版している。）が、「これまで見過ごされてきた、あるいは軽視されてきた女性歌人」の一人として紹介した。

また、前出の序文の一部が2017年度早稲田大学商学部の入学試験問題として出題されており、保憲女が抱いた仄かな期待は充分に達成されたといえるだろう。